# Franz von und zu Bodman

Franz von und zu Bodman. Photographie von Leopold Haase & Comp., Berlin, um 1877

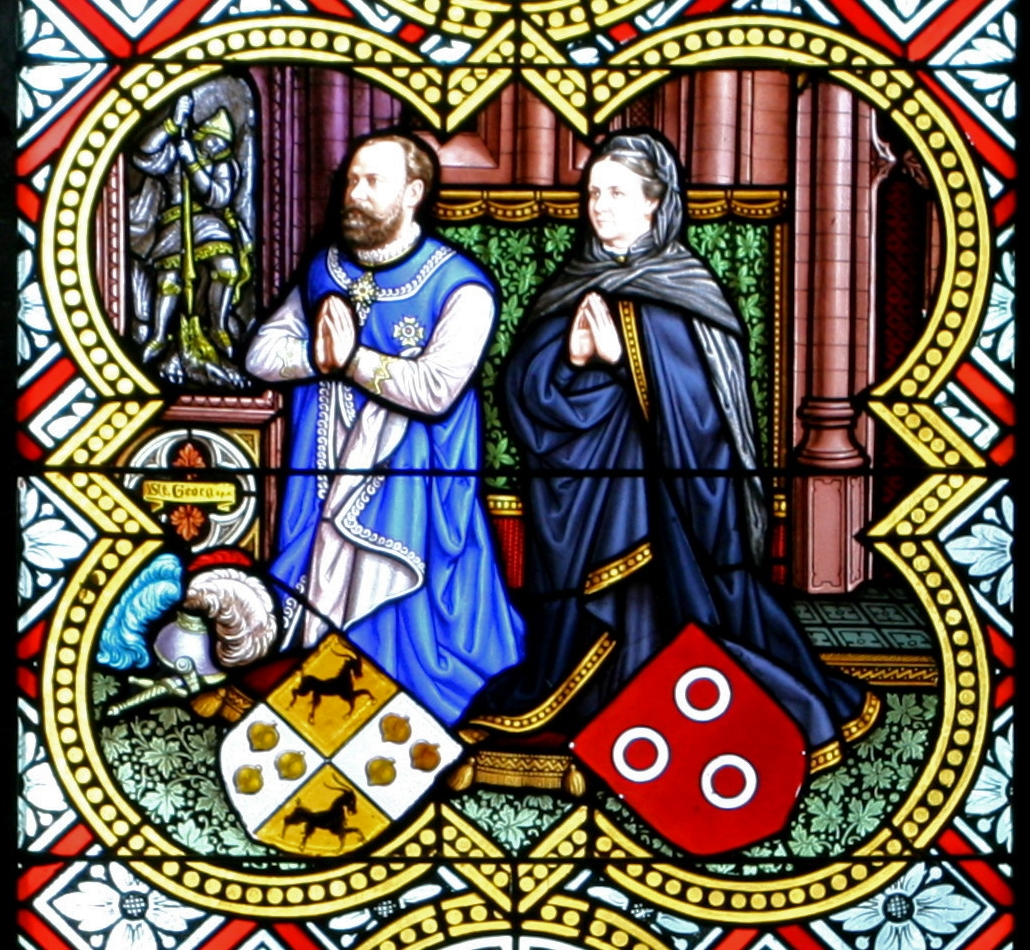
Bodman, Fenster (1889) in der Kirche St. Peter und Paul, Darstellung: der Stifter Franz von und zu Bodman und seine erste Frau Sophie Freiin von Landenberg mit ihren Familienwappen

Franz Freiherr (seit 1902 Graf) von und zu Bodman (* 7. Mai 1835 in Bodman am Bodensee; † 14. November 1906 auf Schloss Bodman) war Majoratsherr und Mitglied des Deutschen Reichstags.

## Herkunft
Seine Eltern waren Johann Siegmund von und zu Bodman und dessen Ehefrau der Gräfin Mathilde von Hennin.

## Leben
Bodman besuchte die Königliche Pagerie in München. Er immatrikulierte sich 1854 an der Albert-Ludwigs-Universität Freiburg und wurde im Corps Rhenania Freiburg aktiv. Als Inaktiver wechselte er an die Ruprecht-Karls-Universität Heidelberg und die Rheinische Friedrich-Wilhelms-Universität Bonn, wo er sich auch dem Corps Guestphalia Bonn anschloss. Nachdem er noch an der Landwirtschaftlichen Akademie Hohenheim gewesen war, unternahm er größere Reisen nach Frankreich, England, Italien und Russland. 1868 gehörte er zu den Gründungsmitgliedern des Vereins für Geschichte des Bodensees und seiner Umgebung. Von 1869 bis 1900 war er Majoratsherr auf Schloss Bodman und Mitglied der I. Kammer der Badischen Ständeversammlung, ab 1887 als Vizepräsident. Er war Vorstand des Wandervereins der badischen Landwirte und Gutsbesitzer.
Von 1877 bis 1884 war er Mitglied des Deutschen Reichstages für das Zentrum und den Wahlkreis Baden 14 (Tauberbischofsheim).

## Familie

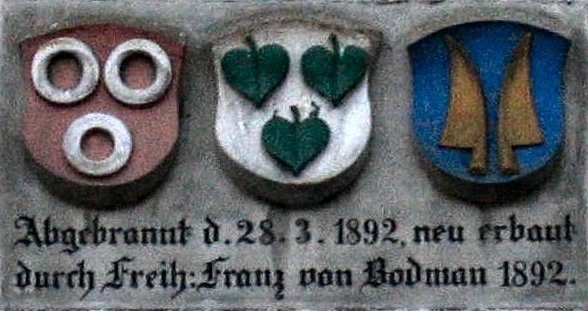
Wappen Landenberg, Bodman und Bissingen am Schloss Espasingen

Franz von und zu Bodman heiratete am 7. Mai 1860 seine erste Frau Sophie Freiin von Landenberg (1838–1887) und am 19. April 1890 seine zweite Frau Elisabeth Freifrau von Speth geb. Gräfin Bissingen-Nippenburg (1844–1936).
Kinder aus der ersten Ehe:
- Maria (1866–1936), Freiin, ⚭ 1886 Hartmann Freiherr von Ow († 1927)
- Othmar (1868–1930), Graf, ⚭ 1897 Maria Gräfin von Walderdorff (* 1871)
- Rudolf (1870–1926), Freiherr, ⚭ 1905 Josepha Freiin Dael von Köth-Wanscheid (1878–1919)